# Saint-Sardos (Lot-et-Garonne)
Saint-Sardos település Franciaországban, Lot-et-Garonne megyében. Lakosainak száma 292 fő (2022. január 1.). Saint-Sardos Granges-sur-Lot, Lacépède, Lafitte-sur-Lot és Montpezat községekkel határos.

## Népesség
A település népessége az elmúlt években az alábbi módon változott:
| Lakosok száma | 326  | 263  | 260  | 323  | 301  | 291  | 295  | 299  | 301  | 292  |
|               | 1968 | 1982 | 1990 | 2006 | 2013 | 2015 | 2017 | 2019 | 2020 | 2022 |